# Louise Lecavalier
Pour les articles homonymes, voir Lecavalier.
Louise Lecavalier, née le 3 octobre 1958 à Laval,, au Québec, est une danseuse et chorégraphe canadienne de danse contemporaine. Elle a été pendant des années la principale interprète des chorégraphies d'Édouard Lock au sein de la troupe La La La Human Steps.

## Biographie
Louise Lecavalier est la fille d'une mère enseignante et d'un père menuisier. Elle fait ses études au collège Regina Assumpta puis au Collège de Bois-de-Boulogne à Montréal et découvre à cette époque la danse. Elle a reçu une formation de danse classique et moderne à Montréal et à New York. À dix-huit ans, elle se joint au groupe Nouvelle Aire après un séjour dans la section « école professionnelle » de la compagnie. Elle fait aussi un passage rapide chez Pointépiénu. En 1980, alors que la danseuse s'apprête à partir pour New York pour suivre des cours de danse moderne, le chorégraphe Édouard Lock, son collègue de chez Nouvelle Aire, lui offre de danser pour sa compagnie, ce qu'elle fera jusqu'en 1999.
À partir de ce moment, elle est associée à la compagnie La La La Human Steps et participe intimement aux créations pendant 18 ans, devenant l'icône emblématique de la compagnie, qui devient mondialement connue. Sa technique puissante, athlétique et virtuose est plutôt exceptionnelle, mêlant la danse contemporaine à des performances proches de la danse acrobatique ou de la gymnastique de haut niveau. En 1985, un Bessie Award lui est accordé pour son interprétation de Businessman in the Process of Becoming an Angel au sein de la compagnie, ce qui fait d'elle la première Canadienne à recevoir ce prix.
Associée depuis 1981 à La La La Human Steps, elle décide, au tournant des années 2000, de devenir l'interprète ponctuelle de différents chorégraphes tels que Benoît Lachambre et Tedd Robinson. Elle s'éloigne alors d'Edouard Lock dont le style évolue trop vers une danse sur pointes mais également en raison d'une opération à la hanche qui ne lui permet plus d'assurer les exigences physiques de ses spectacles, dont les mouvements sont tout particulièrement axés sur cette articulation du corps. Elle crée alors également ses propres chorégraphies.
En 2006, elle fonde sa propre compagnie, Fou glorieux, dans le but de se donner la liberté d'explorer et de travailler avec des artistes dont la vision de la danse est proche de la sienne. La compagnie remporte, en 2014, le Grand Prix du Conseil des arts de Montréal.
So Blue est sa première création en 2012; elle est suivie de Mille Batailles en 2016, puis Stations en 2020,.

## Chorégraphies (interprète)
- 1981 : Oranges (Édouard Lock)

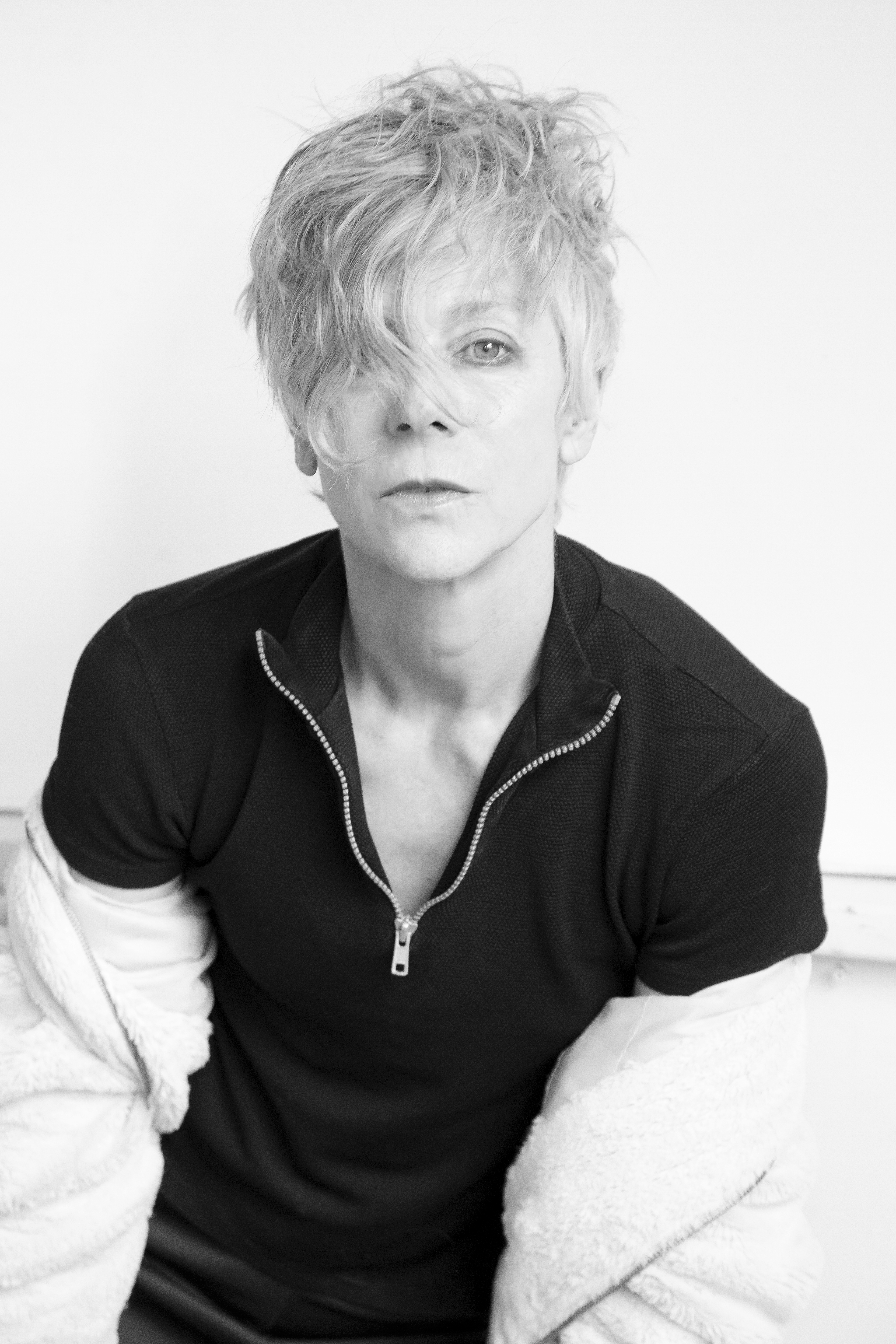
Louise Lecavalier en juin 2018. Photo : Massimo Chiaradia

- 1983 : Businessman in the Process of Becoming an Angel  (Édouard Lock)
- 1985 : Human Sex (Édouard Lock)
- 1987 : New Demons (Édouard Lock)
- 1991 : Infante (Édouard Lock)
- 1995 : 2 (Édouard Lock)
- 1999 : Exaucé/Salt (Édouard Lock)
- 2003 : Reclusive Conclusions and Other Duets (Tedd Robinson)
- 2003. : Lula and the Sailor (Tedd Robinson)
- 2006 : "I" is Memory (Benoit Lachambre)
- 2006 : Lone Epic (Crystal Pite)
- 2008 : Is You Me (Benoit Lachambre, Laurent Goldring, Hahn Rowe, Louise Lecavalier)
- 2009 : Children (Nigel Charnock)
- 2009 : A few Minutes of Lock (Édouard Lock)

## Chorégraphies (chorégraphe et interprète)
- 1981 : Non, Non, Non, je ne suis pas Mary Poppins
- 2008 : Is You Me (en collaboration avec Benoit Lachambre et Laurent Goldring)
- 2012 : So Blue
- 2016 : Mille Batailles
- 2020 : Stations

## Distinctions
- 1985 : Bessie Award
- 2008 : Officière de l'Ordre du Canada[9]
- 2011 : Prix de la personnalité chorégraphique de l'année du Syndicat de la critique[10]
- 2014 : 29e Grand Prix du Conseil des arts de Montréal[11]
- 2014 : Prix du Gouverneur général pour les arts du spectacle[12]
- 2015 : Compagne de l'Ordre des arts et des lettres du Québec
- 2017 : Prix Denise-Pelletier
- 2017 : Doctorat honoris causa de l'université du Québec à Montréal